# Humban-haltasz I
Humban-haltasz I – król Elamu w latach 689–681 p.n.e., brat i następca Humban-nimeny. Zmarł na wylew w październiku 681 roku p.n.e.